# Jean III de Soissons
Jean III de Soissons est comte de Soissons de 1270/1272 à sa mort vers 1284/1286. Il est également seigneur de Chimay d'environ 1241 à 1284/1286.

## Biographie

### Membre de la famille de Nesle
Jean III est comte de Soissons et seigneur de Chimay à la suite de son père, Jean II de Soissons et de sa mère, Marie, dame du Thour et de Chimay. Il est cité comme chevalier dès novembre 1263,.
Il a un frère, Raoul, seigneur du Thour, et trois sœurs, Adèle, dame du Thour, épouse de Jean, seigneur d'Audenarde et de Rozoy-sur-Serre, Yolande, dame de Couvin, épouse Hugues II seigneur de Rumigny, Florennes et Boves et Aliénor, épouse de Renaud Ier, vicomte de Thouars,.

### Seigneur de Chimay et comte de Soissons
La mère de Jean III, Marie, meurt peu avant le 21 mars 1241 et il reçoit alors les seigneuries du Thour et de Chimay,. À la cour de France, le fait d'être seigneur de Chimay lie Jean III de Soissons au parti de la reine Marie de Brabant contre le chambellan Pierre de La Broce. Jean III fait partie des grands seigneurs qui, en 1278, soutiennent Marie de Brabant dans sa requête au pape contre l'évêque de Bayeux Pierre de Benais.
Le plus ancien acte où Jean III porte le titre de comte de Soissons date de février 1272,. En avril 1270, il porte encore uniquement le titre de seigneur de Chimay et son père Jean II est encore cité. Il succède donc à son père —  probablement mort à la croisade de 1270, — entre ces deux dates.
On ne sait pas si Jean III fait frapper des deniers comme son père, parce que, si c'est le cas, on ne peut pas les distinguer.
En avril 1284, Jean III fait un legs à l'abbaye de Longpont. Le 8 octobre 1286, son frère Raoul apparaît comme tuteur du jeune Jean IV et évoque Jean III au passé,. Ce dernier est donc mort entre ces deux dates,.

### Mariage et descendance
Jean III épouse Marguerite de Montfort, fille d'Amaury VI de Montfort et de Béatrix d'Albon,. Ce mariage a lieu avant mai 1256. Elle est aussi citée en 1257 et en 1284 et meurt après 1288. Ils ont trois enfants.
- Marie est majeure en février 1272 et épouse Guy, seigneur de Saint-Rémy, mort entre juin 1275 et août 1276[11].
- Jean IV de Soissons est comte de Soissons après son père, à partir de 1284/1286[1]. Il est encore mineur le 27 octobre 1288 et meurt avant mai 1302, date à laquelle son frère Hugues lui a déjà succédé. Il est marié très jeune, dès 1281, avec Marguerite de Rumigny[11], fille d'Hugues, seigneur de Rumigny, Boves et Florennes[14]. Ce mariage est sans enfant[14],[9].
- Hugues est comte de Soissons après son frère Jean. Il est cité comme comte de Soissons dès mai 1302 et pour la dernière fois en février 1306. Il épouse Jeanne, dame de Dargies. Leur fille unique, Marguerite de Soissons, hérite du comté de Soissons et des seigneuries[11],[15].